# Авраменко Сергій Вікторович
Сергій Вікторович Авраменко (рос. Сергей Викторович Авраменко; нар. 23 травня 1954, Ізмаїл, Одеська область) — російський військовий, віцеадмірал, діяч військово-морського флоту Російської Федерації.

## Життєпис
Сергій Авраменко народився 23 травня 1954 року в місті Ізмаїл Одеської області Української РСР у родині морського офіцера. У 1971 році закінчив середню школу №34 в Кишиневі Молдовської РСР.
У 1976 році закінчив Вище військово-морське училище імені М. В. Фрунзе. Служив на Чорноморському флоті командиром бойової частини корабля, командиром дивізіону бойової частини корабля, старшим помічником командира великого ракетного корабля «Бедовый». У 1990 році закінчив Військово-морську академію імені Маршала Радянського Союзу О. О. Гречка і продовжив службу на Чорноморському флоті на посадах: командира корабля, начальника штабу — заступника командира бригади кораблів, командира 150-ї бригади ракетних кораблів. З жовтня 2002 року проходив службу на Тихоокеанському флоті начальником штабу — першим заступником командувача (жовтень 2002 — липень 2003), командувачем (липень 2003 — червень 2005) Приморської флотилії різнорідних сил ТОФ.
Контрадмірал (21.02.2003).
Указом Президента РФ від 3 червня 2005 року призначений заступником командувача Тихоокеанським флотом, у жовтні 2010 року звільнений з військової служби.
Восени 2005 року командував ескадрою кораблів Тихоокеанського флоту, яка відвідала Індонезію (вперше з 1968 року), Таїланд, Сінгапур, В'єтнам.

## Нагороди
- Нагороджений орденом «За військові заслуги», медалями[4].
- Заслужений військовий фахівець Російської Федерації (21 лютого 2009)[4].